# Wiesenthal
Wiesenthal là một đô thị trong huyện Wartburg ở bang Thüringen, Đức. Đô thị này có diện tích 13,57 km².